# نهر ريبيرو
نهر ريبيرو هو نهر في جنوب غرب رواندا والذي يُعد الرافد الأيسر لنهر روزيزي، ويلتقي مع نهر روزيزي ويكونا الحدود الدولية بين دولة رواندا و جمهورية الكونغو الديمقراطية، وبعد تلك النقطة بحوالي 2 كيلومتر يقع نهر روحة والذي يكون الحدود الدولية بين دولة رواندا و دولة بوروندي.